# Löwenhielm
Löwenhielm är en svensk adelsätt från vilken den friherreliga och grevliga ätten med samma namn förgrenat sig. Den adliga ätten fortlever. Ätten har samma ursprung som den utslocknade ätten Nordenborg, och den fortlevande adliga och friherrliga ätten Nordenfalk.
Ätterna härstammar från Småland, där dess äldste kände förfader, en bonde vid namn Gudmund, levde i Kånna socken på 1500-talet. Enligt Svenska adelns Ättar-taflor var han vallon och var tornbyggare i Sverige. Hans son Erlandus Gudmundi Norenius (1554-1630) undertecknade beslutet från Uppsala möte och var kyrkoherde i Nor. Den senares första hustru Birgitta Persdotter var syster till prosten Esbernus Petri i Örebro, och hans andra hustru var Anna Kax, dotter till kyrkoherden i Tuna socken. I andra äktenskapet föddes Gudmundus Erlandi Norenius (tvilling) som var rektor i Karlstad och prost över Nordmarks kontrakt. Hans hustru var Elisabeth Flygge, vars mor var en von Brehme. Barnen upptog namnet Nordberg. Deras ene son blev far till Johan Henrik som adlades Nordenborg.
Deras andre son Gudmund Nordberg (1656-1739) var lagman och assessor i Göta hovrätt. Han var gift med friherrinnan Maria Cederhielm ur ätten Cederhielm vars mor var brorsdotter till Anders Siggesson, enligt Johannes Bureus tillhörande Bureätten, och som adlades Falkengren. Gudmund Nordberg adlades av Fredrik I med namnet Löwenhielm 1725, och introducerades på nummer 1791 år 1726. Denna ätt fortlever alltjämt, och nuvarande (2007) huvudman är arkitekten Gunnar Löwenhielm (född 1936). Många av ättens medlemmar stavar namnet Löwenhjelm.
En son till Gudmund Löwenhielm och Maria Cederhielm, justitiekanslern och senare riksrådet Carl Gustaf Löwenhielm (1701-1768), upphöjdes 1747 i friherrlig värdighet, och introducerades som sådan 1752 under ättenummer 224. Tio år senare avancerade han vidare till greve (varvid den friherrliga ätten utgick), vilket han introducerades som 1766 under nummer 87. Denna grevliga ätt utdog på svärdssidan 1861 och på spinnsidan 1933.

## Kända ättemedlemmar
- Carl Gustaf Löwenhielm (1701–1768), kanslipresident
- Carl Gustaf Löwenhielm (1732–1788), militär
- Augusta Löwenhielm (född von Fersen, 1754–1846), hovdam, älskarinna till hertig Karl
- Gustaf Löwenhielm (1771–1856), general och diplomat; son till föregående
- Carl Löwenhielm (1772–1861), militär, diplomat och politiker; bror till föregående
- Carl Gustaf Löwenhielm (1790–1858), landshövding
- Jacquette Löwenhielm (född Gyldenstolpe, 1797–1839), hovfröken; hustru till föregående
- Betty Löwenhielm (född Ehrencrona, 1801–1888), pedagog och översättare
- Severin Löwenhielm (1823–1886), jurist och politiker
- Laura Löwenhielm (1862–1948), pedagog och bibliotekarie; dotter till föregående
- Carl Löwenhjelm (1881–1967), läkare; äldre bror till Harriet Löwenhjelm
- Crispin Löwenhielm (1892–), officer och kammarherre
- Harriet Löwenhjelm (1887–1918), konstnär, poet
- Brita Löwenhielm (1904–1963), rektor, riksdagsledamot
- Fredrik Löwenhielm (1916–2008), generalmajor, hovman